# 大西順子 (ミュージシャン)
大西 順子（おおにし じゅんこ、1967年4月16日 - ）は、日本のジャズ・ピアニスト。京都府城陽市出身。

## 来歴
1967年京都府久世郡城陽町（現・城陽市）生まれ。4歳からピアノを始める。東京都立国立高等学校に在籍中、兄が持っていたセロニアス・モンクのレコードを聴いて衝撃を受け、ジャズに開眼。卒業後渡米し、ボストンのバークリー音楽院に学ぶ。
1989年 バークリーを首席で卒業後、ニューヨークに移る。アップタウンのジェシー・デイヴィス・クインテットのレギュラー・ピアニストとして活動。1991年 ジョー・ヘンダーソン・カルテットのピアニストとして米国、日本をツアー。
1992年 日本へ帰国。バークリー時代の仲間とトリオを結成し、都内ジャズ・スポットなどで活動を始める。同年9月デビューアルバム『WOW／ワウ 』をレコーディング。
1993年 『WOW／ワウ』発売。ジャズ・レコードとしては異例の5万枚のセールスを記録。
1994年 ニューヨークの名門ジャズ・クラブヴィレッジ・ヴァンガードに、日本人として初めて自分のグループを率いて出演する（1週間公演）。この演奏はライブ・レコーディングもされた。10月からは、初の欧州ツアーも成功させる。
1995年 出光音楽賞受賞。
1996年 ジャッキー・マクリーンとの共演盤『HAT TRICK／ハット・トリック』発売。自己の日本人トリオを率いてモントルー・ジャズ・フェスティバルに参加。
1999年 フィル・ウッズとの共演盤 『cool woods／クール・ウッズ』発売。同年10月、ブルーノート・クラブ・ツアーを実施。
2000年 3月の大阪公演を最後に、活動休止。
2005年 4月5日 大野俊三帰国ツアーに参加し、演奏活動再開。
2007年 ソロ・コンサートなども開催、復帰後の活動が活発化。
2009年 7月22日 11年ぶりのリーダー作となる「Musical Moments／楽興の時」発売。
2012年 8月20日 10月22日からの国内ツアー終了を以て、プロ演奏家からの引退を表明。
2013年 8月-9月 サイトウ・キネン・フェスティバル松本において「サイトウ・キネン ジャズ勉強会」の講師を務め、9月6日には小澤征爾の指揮するサイトウ・キネン・オーケストラとガーシュウィンの「ラプソディ・イン・ブルー」を共演した。
2015年 9月6日 日野皓正＆ラリー・カールトン スーパーバンドのメンバーとして 東京JAZZ 公演で活動再開。
2016年 5月 菊地成孔をプロデューサーに迎え「新作製作中」と菊地がウェブサイトで発表。

## ディスコグラフィ

### アルバム（リーダー作）
- 1993年1月20日 『WOW／ワウ 』
- 1993年7月21日 『CRUISIN'／クルージン 』
- 1994年9月21日 『JUNKO ONISHI LIVE AT THE VILLAGE VANGUARD／ビレッジ・バンガードの大西順子 』
- 1995年2月22日 『VILLAGE VANGUARD II／ビレッジ・バンガードII 』
- 1995年9月20日 『PIANO QUINTET SUITE／ピアノ・クインテット・スイート 』
- 1996年11月7日 『PLAY，PIANO，PLAY／プレイ・ピアノ・プレイ〜大西順子トリオ・イン・ヨーロッパ 』
- 1998年9月23日 『fragile／フラジャイル 』
- 2009年7月22日 『Musical Moments／楽興の時 』
- 2010年7月28日 『BAROQUE／バロック』
- 2016年6月22日 『Tea Times』
- 2017年11月15日
  - 『Very Special』
  - 『Glamorous Life』
- 2018年12月17日 『XII』
- 2019年1月12日
  - 『XII-Acoustic Side-』
  - 『XII-Electric Side-』
- 2019年7月24日 『JUNKO ONISHI presents JATROIT Live at BLUE NOTE TOKYO』
- 2020年3月25日 『Live XI』
- 2020年7月1日 『Unity All: Live At Pit Inn』
- 2021年6月23日 『out of the DAWN』
- 2021年12月29日 『Grand Voyage』

### アルバム（ベスト）
- 1998年4月29日 『SELF PORTRAIT／セルフ・ポートレイト』（ザ・ベスト・オブ・大西順子）

### アルバム（共作・ゲスト参加）
- 1994年2月23日 『J5』 向井滋春Jクインテット・フィーチャリング・大西順子
- 1995年6月21日 『SHADES OF BLUE／シェイズ・オブ・ブルー』 オムニバス
- 1996年5月22日 『HAT TRICK／ハット・トリック』 ジャッキーマクリーン・フィーチャリング・大西順子
- 1997年2月19日 『TENOR TIME／テナー・タイム』 ジョー・ロヴァーノ
- 1997年4月28日 『THE SEXTET』 大西順子、岡崎好朗、多田誠司、川嶋哲郎、荒巻茂生、原大力
  - 大西順子がプロデュース。
- 1997年6月18日 『THE GIG』 多田誠司カルテット
  - 大西順子はプロデュースのみ。
- 1998年2月17日
  - 『SHADES OF RED／シェイズ・オブ・レッド』 オムニバス
  - 『Hidden Kingdom』 ロドニー・ウィテカー
- 1998年3月25日 『PANDORA／パンドラ ～ ジャズ・ワークショップ・プレゼンツ』 大西順子、岡淳、日野元彦、五十嵐一生、川嶋哲郎、池田篤、本田珠也、吉田桂一、緑川英徳
  - 大西順子がプロデュース。
- 1999年4月28日 『cool woods／クール・ウッズ』フィル・ウッズ
- 2008年12月26日 『SOMETHING BLUE／サムシング・ブルー』 オムニバス
- 2016年6月15日 『「機動戦士ガンダム サンダーボルト」オリジナル・サウンドトラック』 菊地成孔
- 2017年1月18日 『GOOD TIME AGAIN』 井上陽介
- 2017年9月20日 『映画『禅と骨』オリジナルサウンドトラック』 オムニバス

### 映像作品
- 1997年4月16日『JUNKO ONISHI TRIO at the Montreux Jazz Festival』
  - TOSHIBA EMI LD TOLW-3253

## テレビ出演
- 1994年12月31日　第45回NHK紅白歌合戦
- 1995年2月20日～23日 NHK衛星第2『タモリのジャズスタジオ』司会
- 1997年9月 毎日放送「ピアノに燃えた夏 - 大西順子の風景」
- 1998年1月23日 NHK総合「トップランナー」第34回
- 1998年1月25日 TBS 『いのちの響』
- 2010年9月20日 NHK総合 『J-MELO』
- 2018年6月9日NHK Eテレ 『SWITCHインタビュー 達人達 「蝶野正洋×大西順子」』

## ラジオ出演
- 大西順子 STANDARD COLLECTION（TBSラジオ）
- JUNKO ONISHI Talk Book（渋谷のラジオ）